# Vipio mlokossewiczi
Vipio mlokossewiczi är en stekelart som beskrevs av Kokujev 1898. Vipio mlokossewiczi ingår i släktet Vipio och familjen bracksteklar. Inga underarter finns listade i Catalogue of Life.